# Leary (Geòrgia)
Leary és una població dels Estats Units a l'estat de Geòrgia. Segons el cens del 2000 tenia 666 habitants.

## Demografia
Segons el cens del 2000, Leary tenia 666 habitants, 256 habitatges, i 176 famílies. La densitat de població era de 80,6 habitants/km².
Dels 256 habitatges en un 29,3% hi vivien nens de menys de 18 anys, en un 31,6% hi vivien parelles casades, en un 31,3% dones solteres, i en un 31,3% no eren unitats familiars. En el 28,9% dels habitatges hi vivien persones soles el 9,4% de les quals corresponia a persones de 65 anys o més que vivien soles. El nombre mitjà de persones vivint en cada habitatge era de 2,6 i el nombre mitjà de persones que vivien en cada família era de 3,19.
Per edats la població es repartia de la següent manera: un 29,1% tenia menys de 18 anys, un 10,8% entre 18 i 24, un 24,2% entre 25 i 44, un 23% de 45 a 60 i un 12,9% 65 anys o més.
L'edat mediana era de 37 anys. Per cada 100 dones de 18 o més anys hi havia 74,8 homes.
La renda mediana per habitatge era de 26.172 $ i la renda mediana per família de 28.942 $. Els homes tenien una renda mediana de 24.063 $ mentre que les dones 16.000 $. La renda per capita de la població era de 14.426 $. Entorn del 27,7% de les famílies i el 29,9% de la població estaven per davall del llindar de pobresa.

## Poblacions més properes
El següent diagrama mostra les poblacions més properes.